# Інгібітори протеази

Структурна формула саквінавіру

Структурна формула лопінавіру

Інгібітори протеази — це група антиретровірусних препаратів, механізм дії яких полягає у блокуванні ферменту вірусу ВІЛ — протеази, який необхідний для розщеплення поліпротеїнових попередників вірусу на окремі білки, що входять до складу вірусу, та порушують утворення білків вірусного капсиду. Препарати групи активні проти вірусу ВІЛ як І, так і ІІ типу. Деякі препарати групи активні проти вірусу гепатиту С. До інгібіторів протеази відносяться саквінавір, лопінавір, ритонавір, індинавір, нелфінавір, ампренавір, фосампренавір, атазанавір, дарунавір, типранавір, які активні проти вірусу ВІЛ; та боцепревір і телапревір, які активні проти вірусу гепатиту С. Першим препаратом групи, застосованим у клінічній практиці, був саквінавір у 1995 році, що фактично стало початком ери ВААРТ.

## Механізм дії
Інгібітори протеази після перорального прийому проникають в уражені клітини та інгібують активний центр ферменту вірусу ВІЛ протеази, порушують утворення вірусного капсиду та пригнічують реплікацію вірусу ВІЛ з утворенням незрілих вірусних частинок, що не можуть інфікувати клітини організму. До інгібіторів протеази чутливі віруси ВІЛ-1, ВІЛ-2 та вірус гепатиту С і нечутливі протеази людини та інших еукаріотів. Препарати групи можуть ефективно пригнічувати вірус ВІЛ, у тому числі при неефективності інгібіторів зворотної транскриптази.

## Фармакокінетика
Більшість інгібіторів протеази добре, але повільно всмоктуються в шлунку, прийом препаратів з їжею покращує всмоктування. Максимальна концентрація інгібіторів протеази в крові досягається в середньому протягом 4 годин. Біодоступність препаратів групи коливається, тому часто інгібітори протеази застосовуються з іншим препаратом групи — ритонавіром, що має високий ступінь подібності з деякими формами цитохрому P-450 та виконує роль фармакокінетичного підсилювача (бустера) для інших інгібіторів протеази. Більшість препаратів групи погано проникають через гематоенцефалічний бар'єр. Більшість інгібіторів протеази проникають через плацентарний бар'єр та виділяються в грудне молоко. Метаболізуються інгібітори протеази в печінці з утворенням неактивних метаболітів. Виводяться з організму препарати групи переважно нирками, частково виводяться з калом. Період напіввиведення препаратів групи коливається від 1 години (саквінавір) до 10 годин (ампренавір), у більшості препаратів групи цей час не змінюється при печінковій та нирковій недостатності.

## Застосування
Інгібітори протеази застосовують для лікування ВІЛ-інфекції, яку спричинюють обидва типи вірусу виключно в складі комбінованої терапії. Боцепревір та телапревір застосовують і для лікування гепатиту С. Препарати групи застосовують у вагітних для профілактики вертикальної передачі ВІЛ дитині та використовують для запобігання професійного зараження медичними працівниками у комплексі постконтактної профілактики після аварійних ситуацій.

## Побічна дія
При застосуванні інгібіторів протеази серед побічних ефектів найчастіше спостерігають:
- ураження шкіри — висипання на шкірі, свербіж шкіри, алергічний дерматит, кропив'янка, фолікуліт; із алергічних реакцій часто спостерігають синдром Стівенса-Джонсона, синдром Лаєлла, анафілактичний шок, кашель, гарячка.
- з боку травної системи часто спостерігаються нудота, блювання, діарея, зниження апетиту, біль в животі, гепатит, жовтяниця, печінкова недостатність, панкреатит, шлунково-кишкові кровотечі; підвищення активності амінотрансфераз і гаммаглютамілтранспептидази (ГГТП), рівня білірубіну в крові.
- з боку нервової системи можуть спостерігатись головний біль, безсоння, сонливість, підвищена втомлюваність, гіперкінези, парестезії, втрати свідомості, судоми.
- з боку серцево-судинної системи можуть спостерігатись аритмії, іноді — стенокардія, інфаркт міокарду, артеріальна гіпо- та гіпертензія, спазми периферичних судин.
- з боку опорно-рухового апарату можуть спостерігатися міалгії, міопатії, артралгії, рабдоміоліз.
- з боку сечовидільної системи спостерігаються гостра та хронічна ниркова недостатність, дизурія, іноді нефролітіаз.
- серед інших побічних ефектів спостерігаються ліподистрофія, лактатацидоз, цукровий діабет, гінекомастія (переважно у комбінації з іншими препаратами), підвищення ризику кровотеч у хворих гемофілією.

Під час проведення комбінованої антиретровірусної терапії із застосуванням інгібіторів протеази у хворих зростає ймовірність лактатацидозу та гепатонекрозу. При проведенні ВААРТ у хворих зростає імовірність розвитку серцево-судинних ускладнень, гіперглікемії та гіперлактемії. Під час проведення ВААРТ зростає імовірність синдрому відновлення імунної системи із загостренням латентних інфекцій.

## Протипоказання
Абсолютним протипоказом для застосування препаратів групи інгібіторів протеаз є гіперчутливість до препарату. Препарати групи з обережністю застосовуються при печінковій недостатності, деякі препарати з обережністю застосовуються при вагітності. Препарати групи не застосовуються під час годування грудьми. Препарати групи не рекомендується застосовувати разом із астемізолом, цизапридом, терфенадином, мідазоламом, пімозидом, бепридилом, аміодароном, алкалоїдами ріжків, пропафеноном.